# Gregorio María Aguirre y García

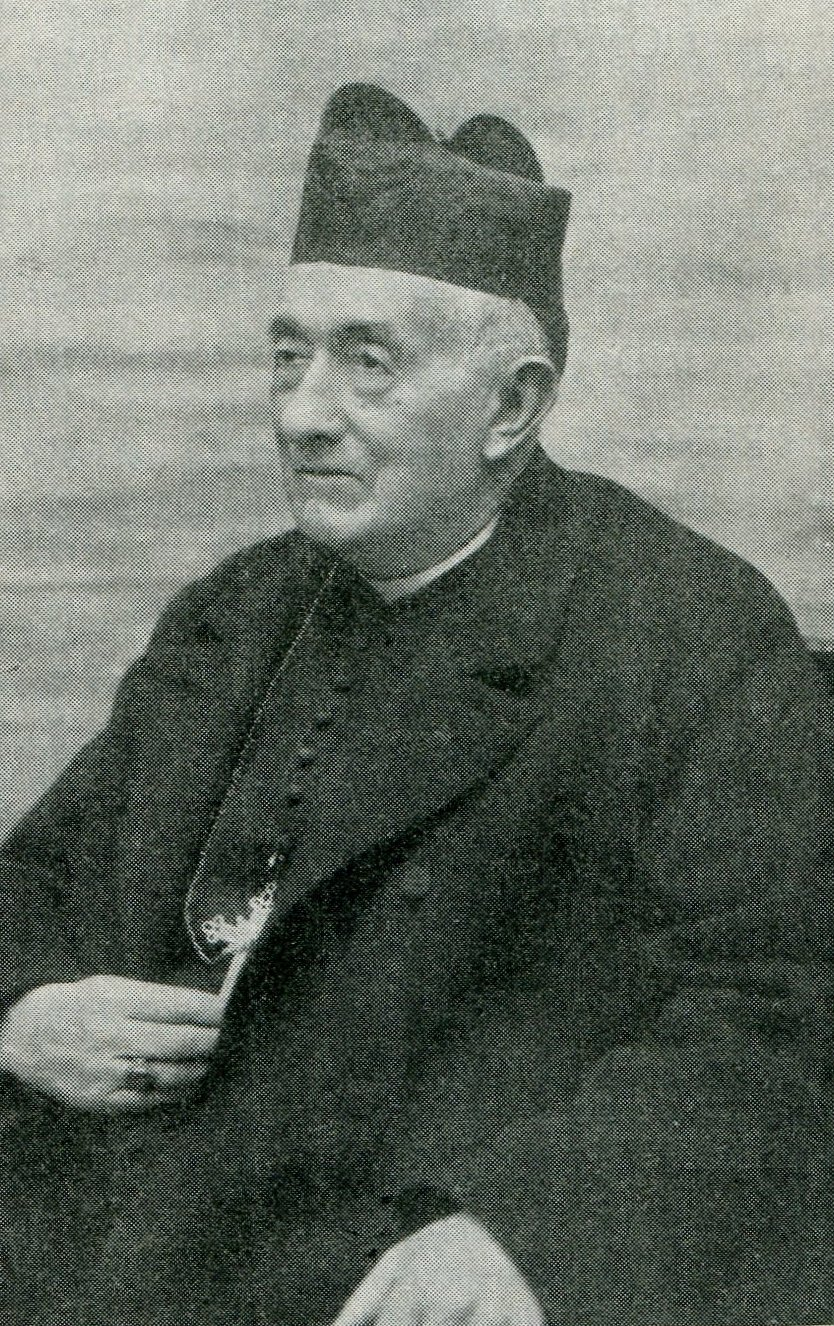
Gregorio Kardinal García

Gregorio María Kardinal Aguirre y García OFM (* 12. März 1835 in La Pola de Gordón, Spanien; † 10. Oktober 1913 in Toledo) war Erzbischof von Burgos und Toledo.

## Leben
Gregorio María Aguirre García trat nach seiner Schulzeit in den Franziskanerorden ein und studierte die Fächer Katholische Theologie und Philosophie in León. 1860 empfing er das Sakrament der Priesterweihe und unterrichtete anschließend an verschiedenen Seminaren und Hochschulen in Spanien und auf den Philippinen.
1885 ernannte ihn Papst Leo XIII. zum Bischof von Lugo. Die Bischofsweihe spendete ihm Mariano Kardinal Rampolla del Tindaro. 1894 wurde Aguirre y García zum Erzbischof von Burgos, 1899 zusätzlich zum Apostolischen Administrator von Calahorra und La Calzada ernannt. Papst Pius X. nahm Gregorio María Aguirre García 1907 als Kardinalpriester mit der Titelkirche San Giovanni a Porta Latina in das Kardinalskollegium auf und ernannte ihn zwei Jahre später zum Erzbischof von Toledo sowie zum Patriarchen der Westindischen Inseln. 1911 entsandte er ihn als päpstlichen Legaten zum Eucharistischen Kongress in Madrid.
Gregorio María Aguirre García starb am 10. Oktober 1913 in Toledo und wurde in der dortigen Kathedrale bestattet.

## Ehrungen
1910 wurde er mit dem Großkreuz mit Collane des Ordens Karls III. ausgezeichnet.